# Cimetière monumental de Turin
Pour les articles homonymes, voir cimetière monumental.
Le cimetière monumental de Turin (en italien : Cimitero Monumentale di Torino, précédemment connu comme Cimitero Generale) est un cimetière civil de confession mixte situé à Turin. Sa construction, d'après le projet de l'architecte Gaetano Lombardi, a été réalisée entre 1827 et 1829 et il a été officiellement ouvert le 5 novembre 1829. Sa surface est d'environ 600 000 m2.

## Description
Le cimetière monumental de Turin est le plus vaste cimetière de la ville de Turin, et se classe parmi les premiers d'Italie pour le nombre de défunts (plus de 400 000). Il est situé dans le quartier de Vanchiglia (nord-est), derrière le parco Colletta (it), en amont de la confluence entre la Doire ripaire et le Pô.
La partie ancienne du cimetière qui débute à l'entrée principale du cimetière située corso Novara et est de forme octogonale comporte de nombreuses tombes antiques et 12 km de portiques sculptées donnant le nom au « cimetière monumental ». Au cours des années, l'ancien cimetière a été continuellement agrandi en direction du parc Colletta. Un crématorium y a été édifié en 1882, le second d'Italie après celui de Milan (1876).

## Histoire
La construction du cimetière monumental a été délibérée en 1827 par le Consiglio dei Decurioni, ancêtre de l'actuel conseil communal (it), en substitution du petit et vétuste cimetière San Pietro in Vincoli. Le projet et le financement de l'œuvre a été promulgué sous l'impulsion du comte philanthrope Carlo Tancredi Falletti di Barolo et de son épouse née Juliette Colbert ; le terrain provient de la donation d'une marquise de la même lignée familiale. La première pierre a été posée par le maire de Turin, Luigi Francesetti di Mezzenile (it). Le principal problème rencontré provenant des infiltrations d'eau du fleuve Dora Riparia, le cours de celui-ci fut dévié.

## Personnalités inhumées au cimetière monumental
- Luca Abort (it)
- Adelaide Aglietta
- Tommaso Agudio
- Gaetano Alimonda
- Vincenzo Arbarello (it)
- Ferrante Aporti
- Luigi Astore
- Vittorio Avondo
- Carlo Aymonino
- Giuseppe Barbaroux (it)
- Paolo Battino Vittorelli (it)
- Giuditta Bellerio Sidoli
- Carlo Biscaretti di Ruffia
- Giuseppe Boano
- Luciano Bonfiglioli (it)
- Mike Bongiorno
- Pietro Bordino
- Virgilio Bordino
- Paolo Boselli
- Benedetto Brin
- Adelmo Bulgarelli
- Fred Buscaglione
- Angelo Brofferio
- Giorgio Cardetti (it)
- Renato Casalbore
- Carlo Casalegno (it)
- Giorgio Cardetti (it)
- Carlo Casalegno (it)
- Eusebio Castigliano
- Luigi Cibrario
- Francesco Cirio (it)
- Francesco Cognasso (it)
- Luigi Colombetti (it)
- Gustavo Colonnetti
- Marcello Craveri
- Massimo d'Azeglio
- Edmondo De Amicis
- Raffaella De Vita (it)
- Dante Di Nanni (it)
- Achille Mario Dogliotti (it)
- Duo Fasano
- Carlo Donat-Cattin
- Marco Donat Cattin (it)
- Bernardino Drovetti
- Egri Erbstein
- Pininfarina
- Giuseppe Farina
- Galileo Ferraris
- Pietro Ferrero
- Guglielmo Gabetto
- Andrea Gastaldi
- Bartolomeo Gastaldi
- Vincenzo Gioberti
- Mario Gioda (it)
- Arthur de Gobineau
- Arturo Graf
- Giacomo Grosso
- Amalia Guglielminetti
- Carolina Invernizio
- Ezio Loik
- Virgilio Maroso
- Giuseppe Cordero Lanza di Montezemolo
- Yolande-Marguerite de Savoie
- Valentino Mazzola
- Michele Lessona
- Primo Levi
- Giorgina Arian Levi (it)
- Leslie Lievesley (it)
- Paola Levi-Montalcini (it)
- Rita Levi-Montalcini
- Nils Liedholm
- Cesare Lombroso
- Paola Lombroso Carrara (it)
- Franco Lucentini
- Erminio Macario
- Ruggero Maghini (it)
- Oreste Mattirolo (it)
- Giovanni Michelotti
- Gigetta Morano
- Carlo Bernardo Mosca (it)
- Angelo Mosso
- Gildo Nadalin (it)
- Nuto Navarrini
- Biagio Nazzaro (it)
- Celeste Negarville
- Alberto Nota
- Piero Operto
- Nino Oxilia
- Pietro Paleocapa
- Alberto Pasini
- Giovanni Pastrone
- Silvio Pellico
- Amedeo Peyron (it)
- Secondo Pia
- Alberto Picco (it)
- Andrea Pininfarina
- Sergio Pininfarina
- Giuseppe Pomba (it)
- Carlo Promis (it)
- Enrico Reffo (it)
- Guido Rey
- Ignazio Ribotti
- Filippo Rolando (it)
- María Soledad Rosas
- Paolo Sacchi (it)
- Július Schubert
- Domenico Seren Gay (it)
- Giuseppe Siccardi (it)
- Mario Soldati
- Francesco Tamagno
- Tommaso Vallauri
- Vittorio Valletta
- Lia Varesio (it)
- Rosa Vercellana
- Annie Vivanti
- Gino Zanino (it)
- victimes de la tragédie de Superga.

## Sources
- (it) Cet article est partiellement ou en totalité issu de l’article de Wikipédia en italien intitulé « Cimitero monumentale di Torino » (voir la liste des auteurs).